# Emmanuel Aegerter
Emmanuel Aegerter, né le 18 décembre 1883 à Cahors et mort le 16 décembre 1945 à Paris, est un écrivain, historien et poète français.

## Biographie
D’origine suisse par son père, domicilié à San Francisco aux États-Unis lors de sa naissance, et quercynois par sa mère, Emmanuel Aegerter a passé son enfance à Cahors dans le Lot dont il s'est fait un port d'attache toute sa vie. 
Il a poursuivi ses études et sa carrière à Paris.
En vers strictement classiques, il a compose de nombreux recueils (Les Comédiens d'Elseneur, 1922; Les Ames sous l'autel, 1924; Dix Poèmes freudiens, 1927; Disques pour le crépuscule, 1936; Derniers Poèmes [posthume]) où il se montre attentif aux propositions de l'inconscient, à la signification des lieux, à l'importance des symboles, sans se départir , malheureusement, d'un didactisme philosophique fort encombrant en poésie. Il fut conservateur de la bibliothèque du ministère de la Marine marchande jusqu'à sa mort.
Emmanuel Aegerter a écrit des ouvrages sur les religions, Saint-Just, Lénine, Joachim de Flore, Guillaume Apollinaire, le mysticisme,, les hérésies du Moyen Âge,,,,, le quiétisme et Mme Guyon, Vatel.
Comme poète, André Dumas le cite dans son anthologie de 1937, Poètes nouveaux, consacrant plusieurs pages à sa biographie et à quelques morceaux choisis. Il a collaboré à La Nouvelle Revue française, dans laquelle il a publié par exemple le 1er septembre 1942, un article sur « Apulée et la métaphysique du IIe siècle ».

## Œuvre
Liste non exhaustive
- L’Évangile éternel de Joachim de Flore, première traduction française précédée d’une biographie, par Emmanuel Aergerter, Rieder, Paris, Mayenne, impr. Floch, 1928.
- La vie de Saint-Just, Paris, Nouvelle revue française, Librairie Flammarion, 1929.
- L’idole de Dagon, Paris, Nouvelle société d’édition, 1934.
- Lénine ou l’avènement du matérialisme, Paris, Édition littéraire internationale, 1935
- Les Hérésies du Moyen-Âge, collection Mythes et Religions, Paris, Leroux 1939.
- Madame Guyon. Une aventurière mystique, Paris, Librairie Hachette, 1941.
- Les grandes religions, Que sais-je ? Presses universitaires de France, Paris, (1re éd. 1941, 4e éd. 1942, 5e éd. 1947, 6e éd. 1950, 7e éd. 1954, 8e éd. 1956)
- Guillaume Apollinaire, avec Pierre Labracherie, Paris, Éditions littéraires, 1943.
- Au temps de Guillaume Apollinaire, avec Pierre Labracherie, Paris, René Julliard, 1945.
- Le Mysticisme, Paris, Flammarion, 1952.

### Poésie
- La Chimère dans le parc, (1914).
- Les comédiens d’Elseneur, (1922).
- Les Âmes sous l’autel, (1924).
- Dix poèmes freudiens, (1927).
- Les poèmes d’Europe, (1929).
- Disques pour le crepuscule, (1936)
- Derniers Poèmes [poethume]

## Prix
- 1933 : Grand Prix de la Maison de Poésie[13]